# Perimísio

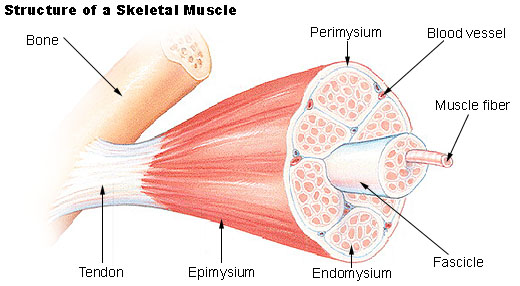
Partes do músculo.

Perimísio é uma bainha de tecido conjuntivo que agrupa conjuntos de dez a cem fibras musculares individuais em fascículos.
O perimísio é uma membrana fibro-elástica formada de elastina e colágeno que tem a função de envolver o ventre muscular para proteger e manter as fibras e fascículos organizados para potencializar a ação muscular.
No músculo encontramos 2 tipos de membranas de revestimento: o endomísio envolve cada fibra muscular que, em conjunto com outras fibras musculares, formarão os fascículos que são envolvidos pelo perimísio.
O conjunto de fascículos musculares formarão o ventre muscular, o qual é envolvido por o seu epimísio . Ainda encontramos a fáscia, que reveste um conjunto de músculos.